# Иван Маринов (композитор)
Вижте пояснителната страница за други личности с името Иван Маринов.
Иван Маринов Маринов е български диригент и композитор.

## Биография
Иван Маринов Маринов е роден на 17 октомври 1928 година в София в семейството на оперна певица и инженер. Учи дирижиране при Марин Големинов и композиция при проф. Веселин Стоянов и проф. Парашкев Хаджиев в Държавната музикална академия. Дипломира се през 1955 година.
Специализира в Берлин при големия диригент Франц Конвични (1957). В периода 1955 – 1956 г. е назначен за шеф на отдел „Опера и театър“ в Министерството на културата и музикален директор на българското предприятие по кинематография.
През 1962 – 1966 година е назначен за главен диригент на Пловдивската филхармония, след това на Софийската и Русенската филхармония (1966 – 78) и на Анкарската филхармония (1976 – 77). Главен художествен ръководител и главен диригент на Варненската филхармония (1978-88). Главен диригент на Софийската опера (1987-91).
Бил е гост-диригент на различни оркестри в Европа, Канада, Мексико и Америка. Бил е член в журито на Международния конкурс за диригенти „Караян“ и на Конкурса „Фителберг“ – Полша.
Носител е на Специалната награда от Младежкия фестивал в Москва (1957), от национални фестивали и др.
Има над 60 записа, 14 от които са интеграли на известни композитори.
Секретар на Съюза на българските композитори (1968 – 1972), зам.-министър на културата (1972 – 1975), председател на Център за музика и танци към Министерството на културата (2000 – 2003).
Иван Маринов е автор на симфонична музика, кантати и творби са глас и симфоничен оркестър; камерна музика, хорова, детска и естрадна; филмова и театрална. Лауреат на конкурса по композиция „Кралица Елизабет“, награден с „Амфора“ от Ла Скала (Милано), „Златният нож“ от Берлински фестивални дни, „Златният Орфейт“ за детска музика (1963), от Софийски музикални седмици и др.
Ученик на проф. Маринов е Левон Манукян.
Умира на 26 февруари 2003 г.

## Творчество

### За симфоничен оркестър
- Симфония „Едно момче брои звездите“ (1962);
- Симф. поема „Илинден“ (1956);
- Сюита върху четири български народни песни (1955);
- Лирическа увертюра (1955);
- Парафрази (1957);
- Вариации за оркестър;
- „Фантастични сцени“ (1959);
- Дивертименто (1961);
- Празнична сюита (1968).

### Хорово-оркестрови
- Кантати за см. хор и орк.:
  - „Родопи“ (1950);
  - Младежка кантата за мира (1951).

### За глас и оркестър
- Симфония №1 за бас и симф. орк., т. П. Пенев (1967);
- Вокално-симфонична поема за тенор и симф. орк. „Двубой“ (1953);
- „Пентаграма I“ за бас, пиано, тимпани и струнни (1966);
- „Пентаграма II „Диалог“ за бас, сопран и голям орк.

### Камерна музика
- Сюита „Дядовата ръкавичка“ за духов квинтет (1951).

### За струнен квартет
- Тема с вариации (1951);
- Струнен квартет №1 (1960);
- „Скерцо“ за флейта и пиано (1952);
- Концертен етюд за кларинет и пиано.

### Вокална музика
- Сборник солови песни „Лирически откровения“.

### Музика към (игрални) филми
- „Празник“, реж. Д. Петров (1955);
- „Големанов“, реж. К. Илинчев (1958);
- „Законът на морето“, реж. Я. Якимов (1958);
- „Дом на две улици“, реж. К. Илинчев (1959);
- „Вятърната мелница“, реж. С. Шивачев (1960);
- „Анкета“, реж. К. Илинчев (1962).